# Narcisa Amália
Narcisa Amália (ur. 1856, zm. 1924) – poetka brazylijska.

## Życiorys
Narcisa Amália de Oliveira Campos urodziła się 3 kwietnia 1856 w São João da Barra. Jej rodzicami byli Jácome de Campos i Narcisa Inácia de Campos. Była pierwszą profesjonalną dziennikarką w Brazylii. Współpracowała z pismem A leitura. Działała w ruchu na rzecz praw kobiet. W wyszła za mąż za João Batistę da Silveira. Po rozstaniu z nim poślubiła Francisca Cleto da Rocha. Zmarła 24 czerwca 1924 w wieku 72 lat.

## Twórczość
Narcisa Amália jest autorką dzieł Nebulosas (1872), Miragem, Nelumbia, O Romance da Mulher que Amou, A Mulher do Século XIX.